# 靠岸
《靠岸》，為臺灣動畫公司春水堂科技的動畫電影作品，製作歷時四年，於2010年3月5日在臺灣上映，並得到第2屆澳門電影節動畫獎。

## 劇情大綱
一個不完美的少女「冷光飄浮」為了得到完美的愛情，不顧預言師的警告，用魔法紅線綁住男友「西風間樹」的心；不料在兩人決定搭船私奔的前一刻，卻陷入一場戰爭。冷光飄浮在混亂中被救上了船，而西風間樹卻遲遲沒有現身，從此兩人被迫分離。
冷光飄浮醒來後發現自己置身在一艘奇幻的黑鯨船上，已經失去記憶的她在這裡認識了形形色色的朋友，展開一場奇幻冒險的旅程。為了揭開真相，冷光飄浮屢次要求船長將船「靠岸」，然而，越想靠岸，鯨船卻越航向深不可測的空間而無法靠岸。
這是一條神秘的船，滿載著各種痛苦無助的靈魂，航行在無法靠岸的奇異海域，所有人都惶恐大修羅隨時來襲，將他們抓去萬劫不復的中陰界。
原本只關心自己的冷光飄浮，為了拯救同船乘客，決定犧牲自己……

## 導演簡介
張榮貴畢業於中國文化大學影劇系，曾擔任華視《週末派》等節目之導演、企劃，製作上千支著名歌手的音樂錄影帶及數百支廣告影片(包括：香港四大天王、小虎隊、張國榮…)；1995年曾任學者電影臺臺長、1999年因創造『阿貴』網路動畫而廣受好評、2000年成立春水堂科技、2003年阿貴被時代雜誌選為亞洲英雄。『靠岸』為春水堂科技首部原創長篇動畫電影。

## 得獎
- 臺北電影節 入圍
- 2009 韓國釜山電影節 入圍
- 第2屆澳門電影節動畫獎
- 2011 聖地亞哥國際動漫展 2011 入圍

## 批評
儘管《靠岸》有得獎，但觀眾間的風評很糟，特別是宣傳時不以「劇情或畫風」為焦點，卻以「鉅資、辛苦」等情緒勒索詞語為招攬觀賞的藉口。2011年《台灣漫畫月刊》「創刊即停刊」後，該月刊常被網友拿來與《靠岸》相提並論。不少網友在批踢踢（PTT）發文推薦《靠岸》，理由是「要做出這麼糟的動畫實在不容易，值得一看」。該年NOWnews邀請影評人設立的用來諷刺糟糕電影的獎項「金驢獎」，《靠岸》也大量入圍。

## 配音人員
- 冷光漂浮：吳穎
- 虎眼長空：康殿宏
- 小販（FJ．賽巴斯強）：鄭明泰
- 銀月（香頌．S．銀月）、大副：謝佼娟
- 西風間樹：李勇
- 月嬌：劉小芸
- 大修羅、泡芙店老闆：陳旭昇
- 算命師、西父：夏治世
- 黑牛：夏乙田
- 導覽員、女學生A、清潔老婦、小男孩母親：丘梅君
- 銀母、老太太：孫若瑜
- 女學生B、車站廣播、小男孩：李冠潔
- 女學生C：怡瑩
- 左舵手：馬伯強
- 男同學：王辰驊
- 女同學、報僮、女賓客：劉小芸
- 船員：蔣鐵城
- 男賓客：鈕凱暘
- 修羅兵/行人：王俊仁、鈕凱暘、馬伯強、王辰驊、蔣鐵城、李冠潔、余怡瑩、石薇、韓天慈、施宏鑫、陳之任、梁榮華、黃郁仁、黃英泰、趙明法[2]

## 工作人員
- 榮譽出品人：呂學錦
- 榮譽發行人：張曉東
- 監製：陳長榮
- 導演：張榮貴
- 協同監製：李文宏
- 財務總監：莊東鋒
- 編劇：張榮貴、黃志翔、林玉龍、歐子菱、蔡佳穎、魏偉莉、蒲筱山、賴怡蓉
- 春水堂動畫創意組合
  - 製片、副導：施宏鑫
  - 執行導演、美術指導：梁榮華
  - 美術指導：陳之任
  - 特效指導：黃郁仁
  - 背景指導：黃英泰
  - 剪輯指導：黃家誠
  - 成音指導：鄭明泰
  - 原畫指導、分鏡指導：趙明法
  - 分鏡設計：劉喬榮、安志忠
  - 構圖協力：張雅琪、陳右錚
- 後期統籌：大人物藝術製作
  - 對白導演：李勇
- 音樂效果
  - 音樂：蔡真勝
  - 偉憶數位科技股份有限公司 錄製
  - 聲音技術總監：陳國偉
  - 混音師：黃年永
  - 對白錄音：鄭維芝
  - 效果剪接：姚俊軒、石俊健
  - 效果錄音：黃子健、杜本立
  - 效果：鄺偉雄、任廣香、區俊宏、林漢釗、余志文、林偉信
- 童漫秀多媒體股份有限公司
  - 動畫製作導演：高耀棟
  - 動畫製作監製：陶菁菁
  - 動畫製作副導演：夏天
  - 動畫製作工程師：宋娟、王黎黎、景穎華、王舒、伍韻、浦萱、米文傑、劉英紅、胡振、周娜、朱文豔
  - 動畫師：儲賽男、吳燦燦、徐茜、張愷、葛天明、王小莉、朱竹君、王清、杜鑫
  - 助理動畫師：杜芸、蔣黛玲、黃靖、徐歡、楊岱、朱德智、支蓉蓉、周春華、淩傑、毛劍、張娟娟、丁銘、劉穎、翁娜、陳曉鳳、程曉雪、曹亮、張永波、周寅、李丹玥、吳怡
- 3D動畫：幻想曲數位內容有限公司
  - CGI總監：高嘉淇
  - CGI技術指導：冷子健
  - CGI動畫師：曾美玲、鄧凱安、李佳樺
- 影片沖印：台北影業公司
  - 數位調光：宋義華
  - 數位轉光學：曲思勇
- 行銷宣傳團隊
  - 行銷總監：陳心玲
  - 行銷統籌：周小萍
  - 行銷宣傳：黃珍絹
  - 美術設計：賴甄玲、楊婷雅
  - 部落格程式設計：蘇淳甫
  - 國際行銷：李西媛、歐子菱、王韻華、李涵靜、張凱維
- 英文翻譯：葛佳旭
- 日文翻譯：
- 製作管理：羅明忠、江欣潔、李志華、王曉雯、蔡宛倫、潘俊宜、蔡育霖、劉山情、陳欣範、陳思婷、許恩婷、張欣柏、李垣威、徐宥妗
- 系統管理：楊文斌
- 財務管理：莫慧芸、楊惠沼、陳慈菱、張羽君、李彥明
- 視覺設計：鄭可欣、王煒佳、李欣容、吳智瑋、彭于珍、梁瓊文
- 技術發展：張煒棟、劉宏斌、李建平、陳銘文、洪士軒、陳晏柔、鄭珮蓉、何志蕙、宋依齡、竺定頡、曾朝鎮、邱偉誠、陳功華、陳嘉婷、陳瑜婷、賴宜廷、李振誼、蔡惠華、郭紫婕、葉展瑋、解淑婷、胡政瑩、伍世勳、謝鵬帆、鄭雅中、沈柏青、廖蓮吉、黃韋君、陳婉琪、陶基谷、陳姿蓉、游信章、劉安倫、涂家欣
- 特別感謝：中華民國行政院新聞局 電影處、中華民國經濟部工業局 主導性辦公室、中華電信、emome、hiChannel、中華電信MOD、Xuite、夢想製造多媒體、陳心怡、黃世文、痞客邦
- DOLBY® DIGITAL IN SELECTED THEATRES
- 本片榮獲 行政院新聞局 95年度電影輔導金 指導

## 註解
1. ↑  靠岸 奪澳門電影節動畫獎 的存檔，存档日期2010-12-21.
2. ↑   (PDF).   [2014-12-04]. （原始内容 (PDF)存档于2014-12-04）.

- 巴哈姆特 《阿貴》導演 張榮貴最新原創動畫電影《靠岸》3 月上映 （页面存档备份，存于）
- 【推薦】航向心海的冒險旅程～靠岸 The Port of Return
- 官方部落格(關閉中)[]
- 【電影】靠岸Port of Return歷時4年、耗資1億2000萬！免費送你看！ （页面存档备份，存于）

## 外部連結
- Yahoo奇摩電影上《靠岸》的資料（繁體中文）
- MSN娛樂上《靠岸》的資料（繁體中文）

- 開眼電影網上《靠岸》的資料（繁體中文）
- 豆瓣电影上《靠岸》的資料 （简体中文）
- 时光网上《靠岸》的資料（简体中文）
- 香港影庫上《靠岸》的資料（繁體中文）
- 互联网电影数据库（IMDb）上《靠岸》的资料（英文）
- 《靠岸～The Port of Return》（配音員記事） （页面存档备份，存于）
- 2011年台灣電影年鑑 （页面存档备份，存于）第156~157頁